# راسموس دوجارد
راسموس دوجارد (بالدنماركية: Rasmus Daugaard)‏ هو لاعب كرة قدم دنماركي في مركز الدفاع، ولد في 15 سبتمبر 1976 في كوبنهاغن في الدنمارك. لعب مع نادي لينغبي ونادي لين ونادي ميتييلاند.